# Zec Bras-Coupé–Désert
Pour les articles homonymes, voir Désert et Bras Coupé.
La zec Bras-Coupé–Désert est une zone d'exploitation contrôlée (Zec), située dans le territoire non organisé de Lac-Pythonga, dans la municipalité régionale de comté (MRC) de La Vallée-de-la-Gatineau, dans la région administrative de l'Outaouais, au Québec, au Canada.
La zec est administrée par "l'Association Chasse et Pêche de la Désert inc". Cette association a été enregistrée le 19 janvier 1995, au «Registraire des entreprises du Québec" en tant que société à but non lucratif. Le siège social est situé à Maniwaki.

## Géographie
La zec Bras-Coupé–Désert administre un territoire de 1 188 km2 comptant 125 lacs. La zec est située à 15 km à l'ouest de Maniwaki. La zec est connexe à la réserve faunique La Vérendrye, du côté sud-est de la réserve. La zec est située à environ quatre heures de Montréal par l'autoroute 15 et à 2 heures d'Ottawa par la route 105. Le poste d'accueil de la zec est sur la route 117, juste avant le Réserve Faunique de la Vérendrye et juste après le restaurant Le Classic. Il est ouvert tout l'été, jusqu'à la fin de la chasse aux cerfs, à la mi-novembre.
La zec est doté d'emplacements de camping et d'un chalet.

## Toponymie
Le toponyme "Zec Bras-Coupé-Désert" a été créé en juxtaposant les hydronymes de plans d'eau qui font partie du territoire de la zec:
- le lac Désert et la rivière Désert,
- la rivière du Bras Coupé.

Ces hydronymes descriptifs sont connus depuis la seconde moitié du XIXe siècle. Le spécifique Désert serait une adaptation de l'appellation algonquine Kitigan Sipi qui signifie rivière au jardin, rivière de ferme. Il y aurait eu, autrefois, une clairière, un désert, dans le langage courant québécois, à l'embouchure de la rivière Désert, là où se situe aujourd'hui la ville de Maniwaki. Quant au spécifique Bras-Coupé, il fait allusion à la forme particulière du lac du Bras Coupé qui est à la source de la rivière du même nom.
Le toponyme "zec Bras-Coupé–Désert" a été officialisé le 5 août 1982, à la Banque des noms de lieux de la Commission de toponymie du Québec.

## Faune
La faune aquatique des plans d'eau de la zec Bras-Coupé–Désert comprend: omble de fontaine, touladi, grand brochet, doré jaune et achigan. La forêt de la zec abrite surtout le cerf de Virginie, l'orignal, l'ours noir et le petit gibier.